# Pompe électro-osmotique
Une pompe électro-osmotique est utilisée pour extraire l’eau liquide en excès des capillaires et des injecteurs dans une pile à combustible à membrane d'échange de protons et pour assurer l’hydratation directe de la membrane à échange de protons d'un empilement de membranes-électrodes.

## Principe
Une pompe électro-osmotique est constituée de nanosphères de silice, ou d'un verre poreux hydrophile : le pompage, qui est déclenché par un champ électrique extérieur agissant sur une double couche électrique, crée des pressions très élevées (plus de 340 atm, soit 34 MPa, pour une tension appliquée de 12 kV) et des débits considérables (par ex. 40 ml/min sous une tension de 100 V avec un dispositif d'un volume de moins de 1 cm3). Les pompes EO sont donc compactes, ne mettent en jeu aucun « mécanisme » (au sens du génie mécanique), et leur taille convient parfaitement à la conception des piles à combustible : elles pourraient permettre de faire baisser de 20 % à 0,5 % la consommation parasite nécessaire à l'évacuation de l'humidité dans ces dispositifs.

## Types

### Cascade de pompes électro-osmotiques
On peut obtenir des pressions et des débits importants en connectant en parallèle plusieurs pompes électro-osmotiques ordinaires en cascade.

### Pompe électro-osmotique poreuse
Le pompage par voie poreuse est fondé sur l'emploi de verre fritté,.

### Pompe à canaux parallèles
Comme leur nom l'indique, ces pompes sont constituées de microcanaux parallèles.